# Parliament of Bermuda
Das Parliament of Bermuda ist das Parlament von Bermuda, einem britischen Überseegebiet im Atlantik, das auf dem Zweikammersystem nach Vorbild des britischen Westminster-Systems basiert. 

## Gliederung
Während die 36 Mitglieder des House of Assembly gewählt werden, werden die Mitglieder des Oberhauses, dem Senat (Senate), ernannt. Der Senat besteht aus elf Mitgliedern, die alle vom Gouverneur ernannt werden. Fünf davon auf Vorschlag des Premierministers, drei auf Vorschlag des Oppositionsführers (Leader of the Opposition) sowie drei weitere aufgrund eines eigenen Rechts des Gouverneurs, die damit quasi politisch unabhängig sind.

## Geschichte

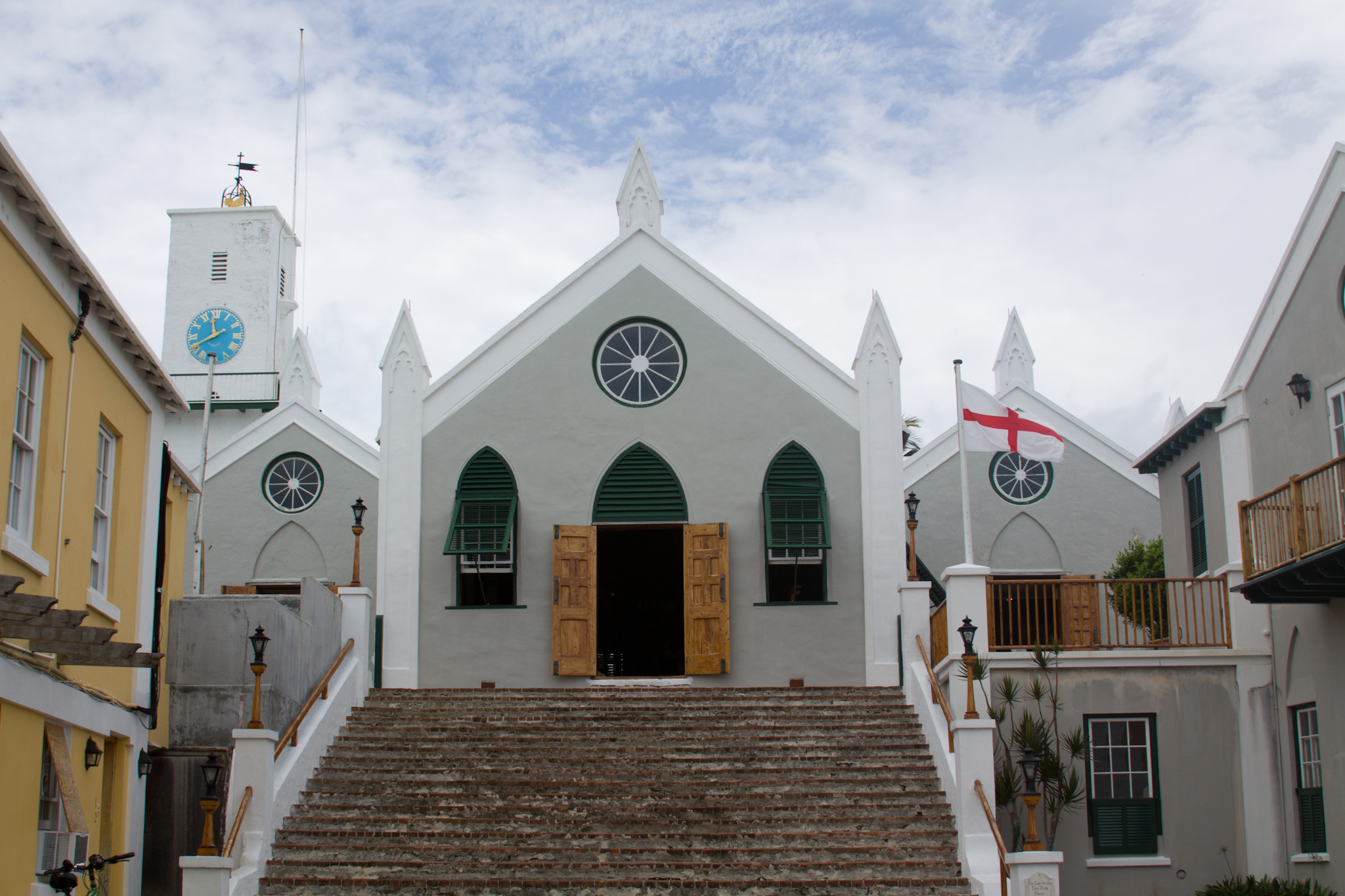
In der St. Peter’s Church in Saint George’s fand am 1. August 1620 die erste Sitzung der Versammlung von Bermuda statt

Das Parlament von Bermuda ist eines der ältesten Parlamente der Welt, dessen Geschichte bis zum 1. August 1620 zurückreicht. An diesem Tag berief der damalige Gouverneur Nathaniel Butler eine Allgemeine Versammlung in einer Kirche in Saint George’s, die später in St. Peter’s Church benannt wurde, ein.
Nachdem das Parlament zunächst aus einer Kammer bestanden hatte, besteht es seit 1888 aus zwei Kammern. Nach der Verfassungskonferenz (Constitutional Conference) von 1966 wandelte sich Bermuda von einer repräsentativen zu einer eigenverantwortlichen Regierungsform, die durch die ersten allgemeinen Wahlen 1968 umgesetzt wurde. Der Legislativrat (Legislative Council) wurde 1980 in Senat umbenannt.